# Tiếng Piemonte
Tiếng Piemonte (tiếng Ý: Piemontese, tiếng Piemonte: Piemontèis) là ngôn ngữ Romance được khoảng 700.000 người nói tại vùng Piemonte tây bắc nước Ý. Một số nhà ngôn ngữ châu Âu và Bắc Mỹ (ví dụ như, Einar Haugen, Gianrenzo P. Clivio, Hans Göbl, Helmut Lüdtke, George Bossong, Klaus Bochmann, Karl Gebhardt, và Guiu Sobiela Caanitz) thừa nhận đây là một ngôn ngữ riêng biệt nhưng nó vẫn được xem nó là một phương ngữ. Ngôn ngữ này được chính quyền vùng Piemonte xem là chính thức ở mức độ nào đó tại vùng Piemonte, nhưng không được chính quyền quốc gia công nhận. Ngôn ngữ này dùng chữ cái Latin. Trong bách khoa toàn thư mở, ngôn ngữ này viết tắt là pms.
Ngôn ngữ này về mặt địa lý và ngôn ngữ bao gồm trong nhóm các ngôn ngữ bắc Ý (với tiếng Lombard, tiếng Emiliano Romagnolo, tiếng Liguria, và tiếng Venezia). Nó là một phần của nhóm ngôn ngữ phía tây rộng lớn hơn của các ngôn ngữ Romance, bao gồm tiếng Pháp, tiếng Occitan, và tiếng Catalan.
Tiếng Piemonte đã là ngôn ngữ đầu tiên của người di cư, trong giai đoạn từ 1850 đến 1950, rời Piedmonte đến các quốc gia như Pháp, Argentina và Uruguay.